# Ensemble Kaiser-Friedrich-Platz
Das Gebäude-Ensemble Kaiser-Friedrich-Platz in Bremen-Schwachhausen, Ortsteil Barkhof, steht unter Denkmalschutz.
Die Gebäude wurden 1973 als Bremer Kulturdenkmal unter Denkmalschutz gestellt.

## Geschichte

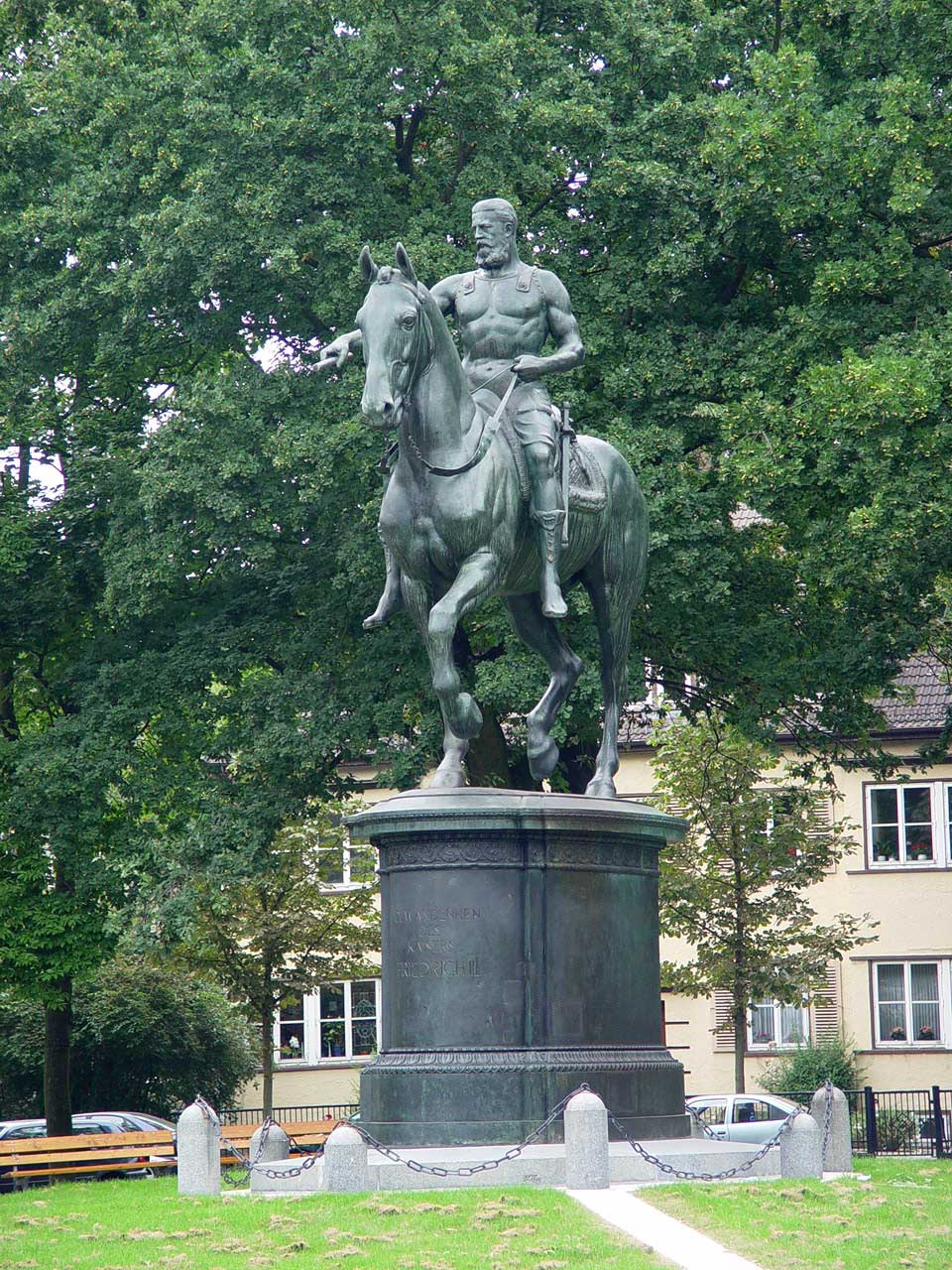
Reiterstandbild Kaiser Friedrich III.

1899 wurde ein erster Bebauungsplan für eine Stadterweiterung nördlich vom Hauptbahnhof Bremen in der Nähe zum Bürgerpark mit neuen städtebaulichen Vorstellungen beschlossen. Statt eines streng rechtwinkligen Straßenrasters sollten gekrümmte Straßen, spitzwinkelige Kreuzungen und ein dreieckiger Platz differenzierte Raumeindrücke schaffen. Ab 1899 bis 1913 entstanden im Parkviertel Wohnhäuser für ein gehobenes Bürgertum durch den Architekten und Bauunternehmer Wilhelm Blanke.
Das weitgehend zweigeschossige Ensemble Kaiser-Friedrich-Platz der  Wohnhäuser an der Slevogtstraße (48–60), der Parkstraße (107–108, 111A, 115–116) und der Hermann-Böse-Straße (10–11A, 15–33) wurde von 1902 bis 1905 nach Plänen von Blanke gebaut. Die Jahrhundertwendebauten sind geprägt durch teils historisierende Elemente, die in und an Parkanlagen häufig zu finden sind. Verspielte Türmchen, dekorative Fachwerkverkleidungen oder kleine Zwerchgiebel sind häufig die Gestaltungselemente der Häuser. Die meisten Gebäude sind Giebelhäuser.
Wie auch das typische Bremer Haus haben die Häuser ein Souterrain für Wirtschaftsräume sowie Dienstbotenunterkünfte, das auch über eine Außentreppe erreicht werden kann.
Die Erstbesitzer der Häuser waren Kaufleute sowie der Landgerichtsrat Kulemann, Professor F.J. Westphal, der Bankier Bernhard Loose und der Arzt C. Pletzer.
Haus Parkstraße 111 wurde um 1935 errichtet und die Garage Parkstraße 115 nach Plänen von Rudolf Jacobs 1921 gebaut und 1988 nach Plänen von Westphal und Partner umgebaut (BDA-Preis 1990).
Früher war der Platz nach Kaiser Friedrich III. benannt. Das bronzene Reiterstandbild von Friedrich wurde 1905 von dem Berliner Bildhauer Louis Tuaillon auf Grund einer Stiftung von Franz Ernst Schütte errichtet und von Kaiser Wilhelm II. eingeweiht.
Heute (2014) werden die Häuser für Wohnzwecke und als Büros für Anwälte, Gewerbeunternehmer und Dienstleister genutzt:

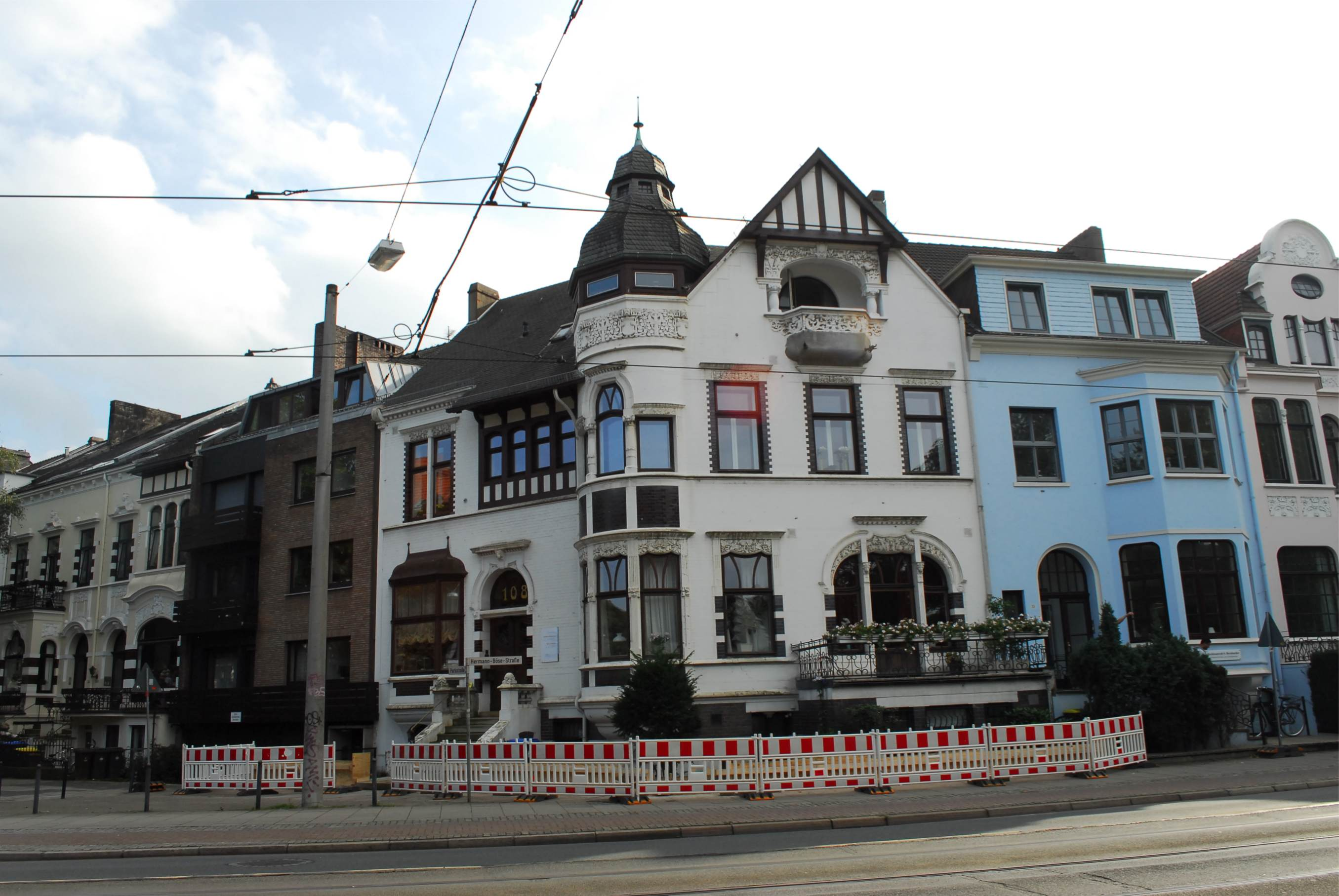
Parkstraße 108: Haus Lorent
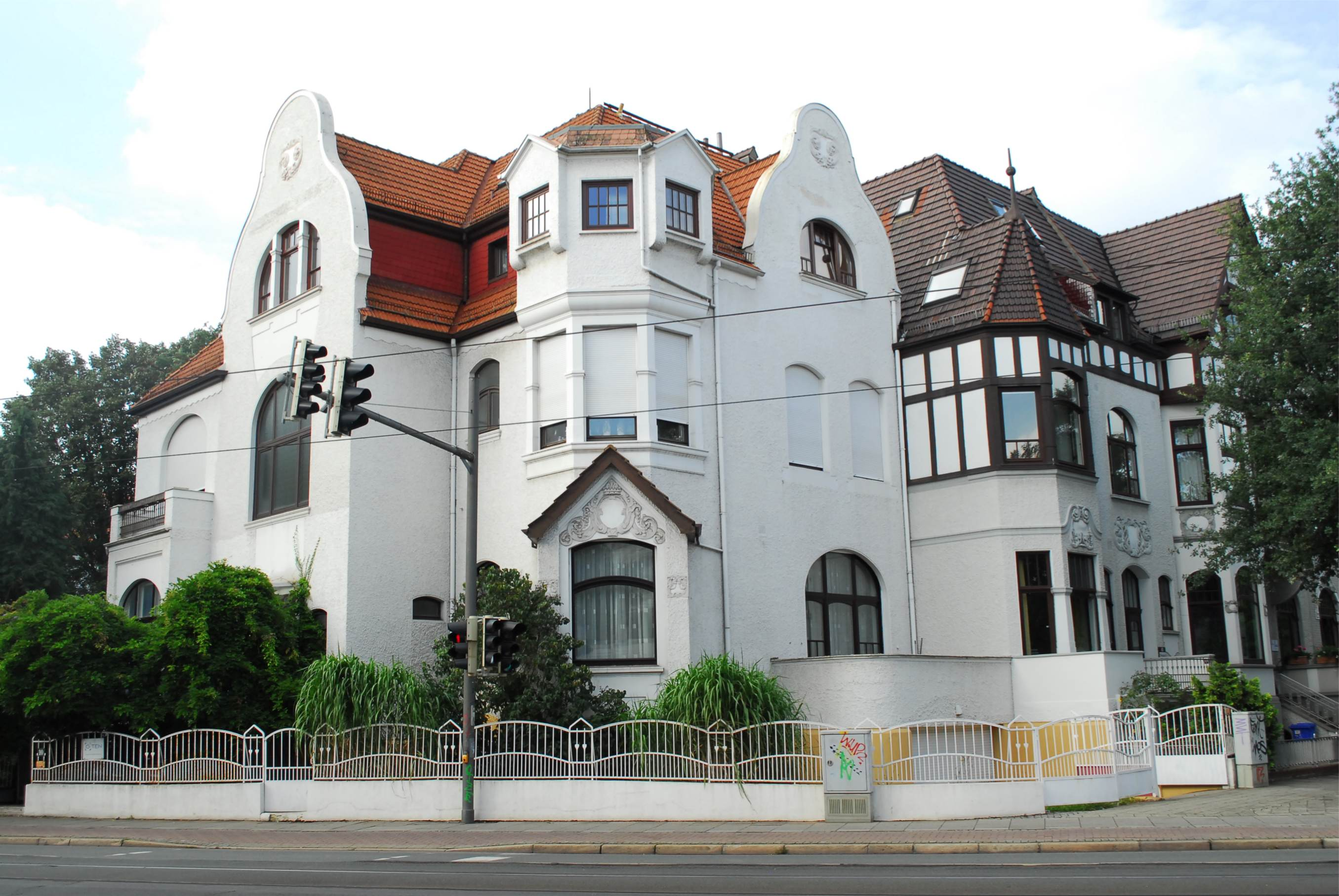
Hermann-Böse-Straße 10: Haus Barth
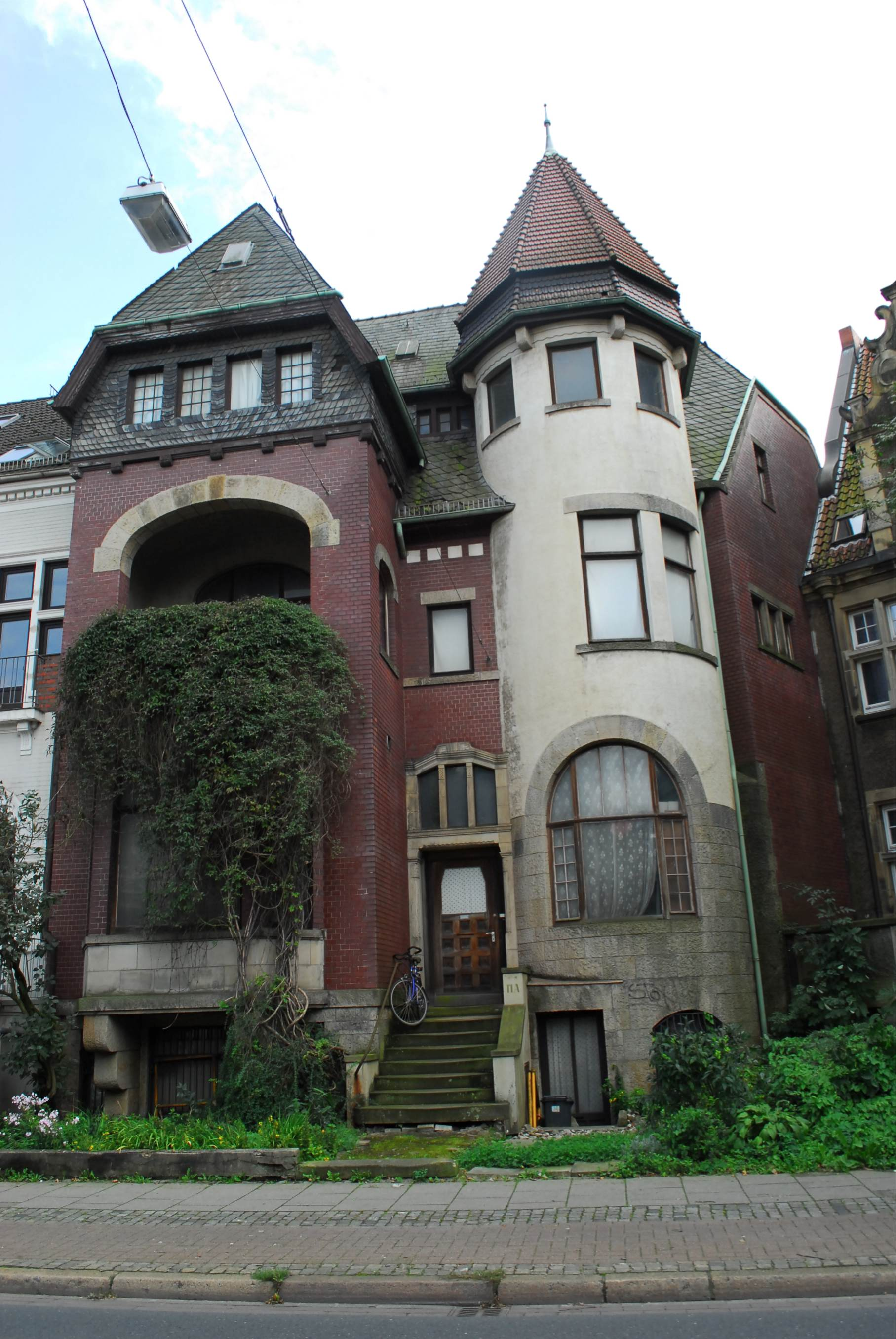
Hermann-Böse-Straße 11A: Haus Rößler
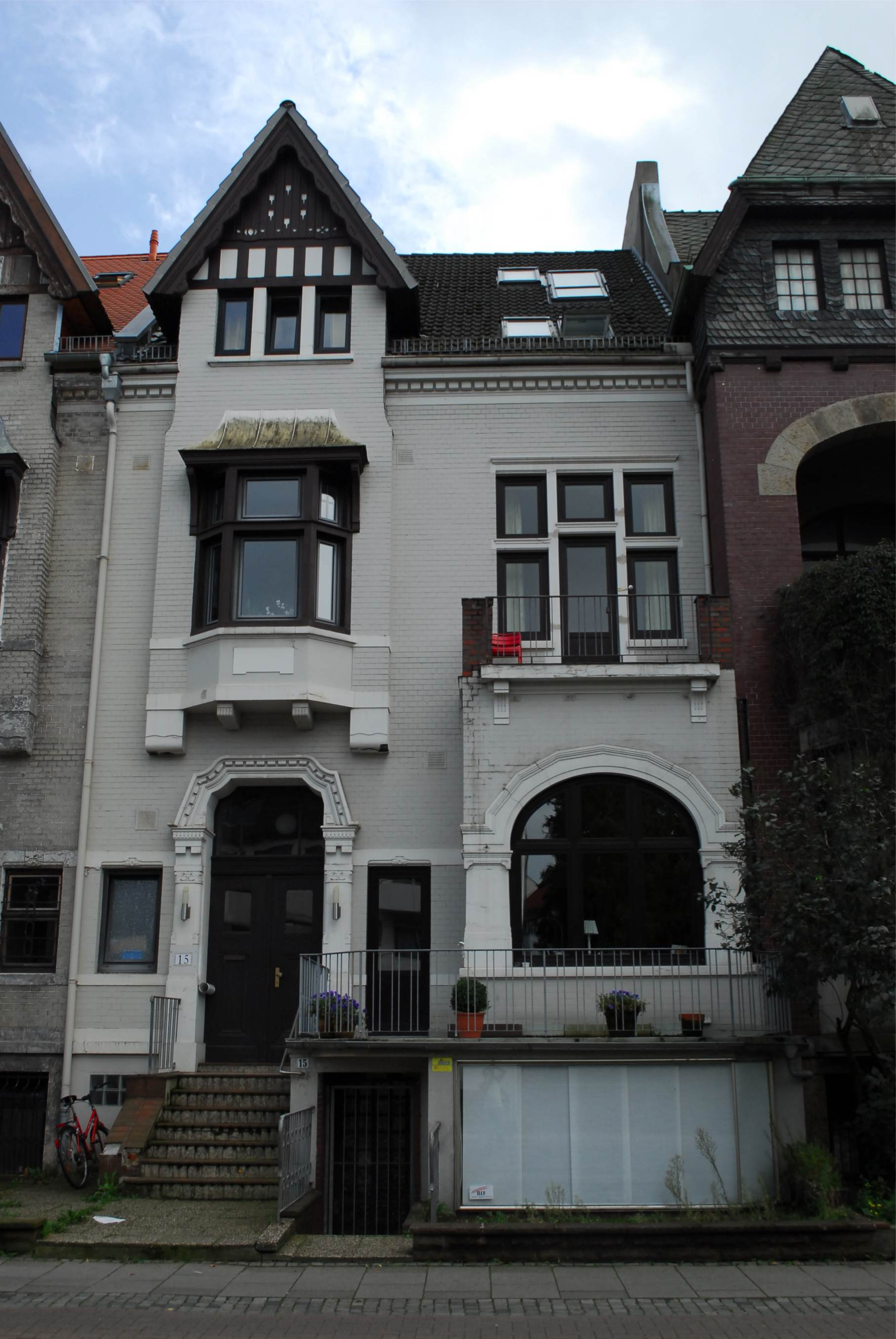
Hermann-Böse-Straße 15: Haus Kulemann
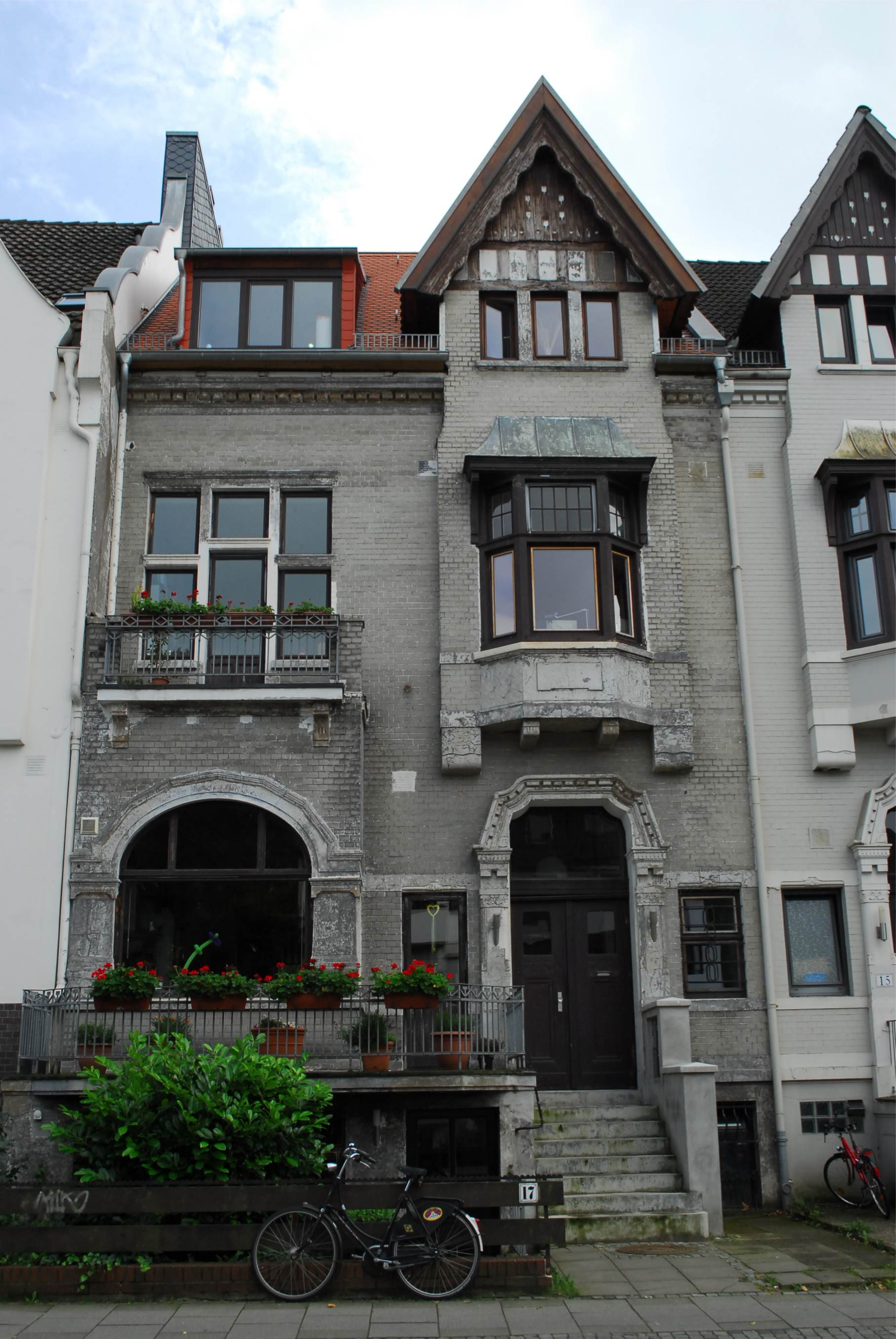
Hermann-Böse-Straße 17: Haus Trostorff
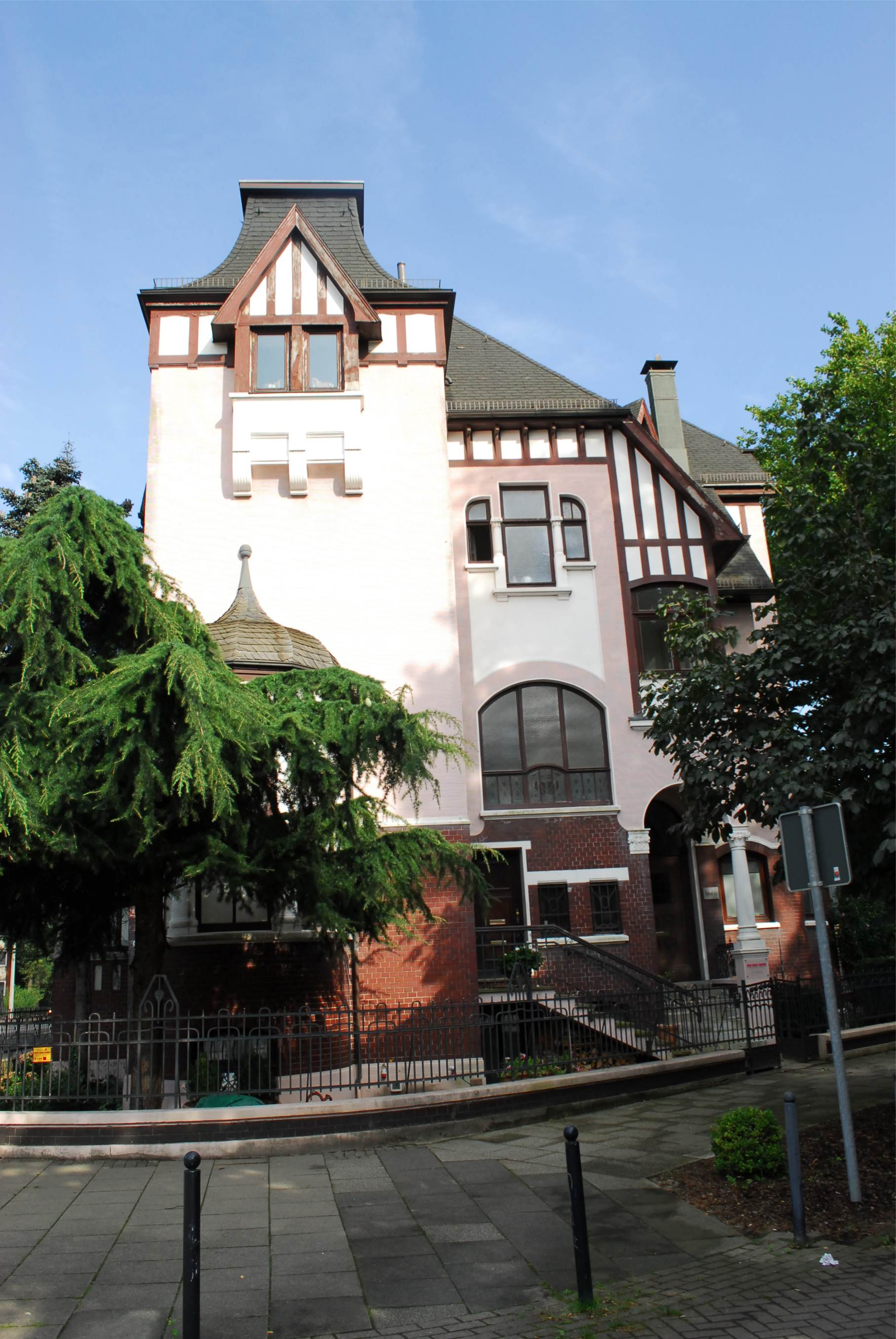
Hermann-Böse-Straße 21: Haus Freudenberg
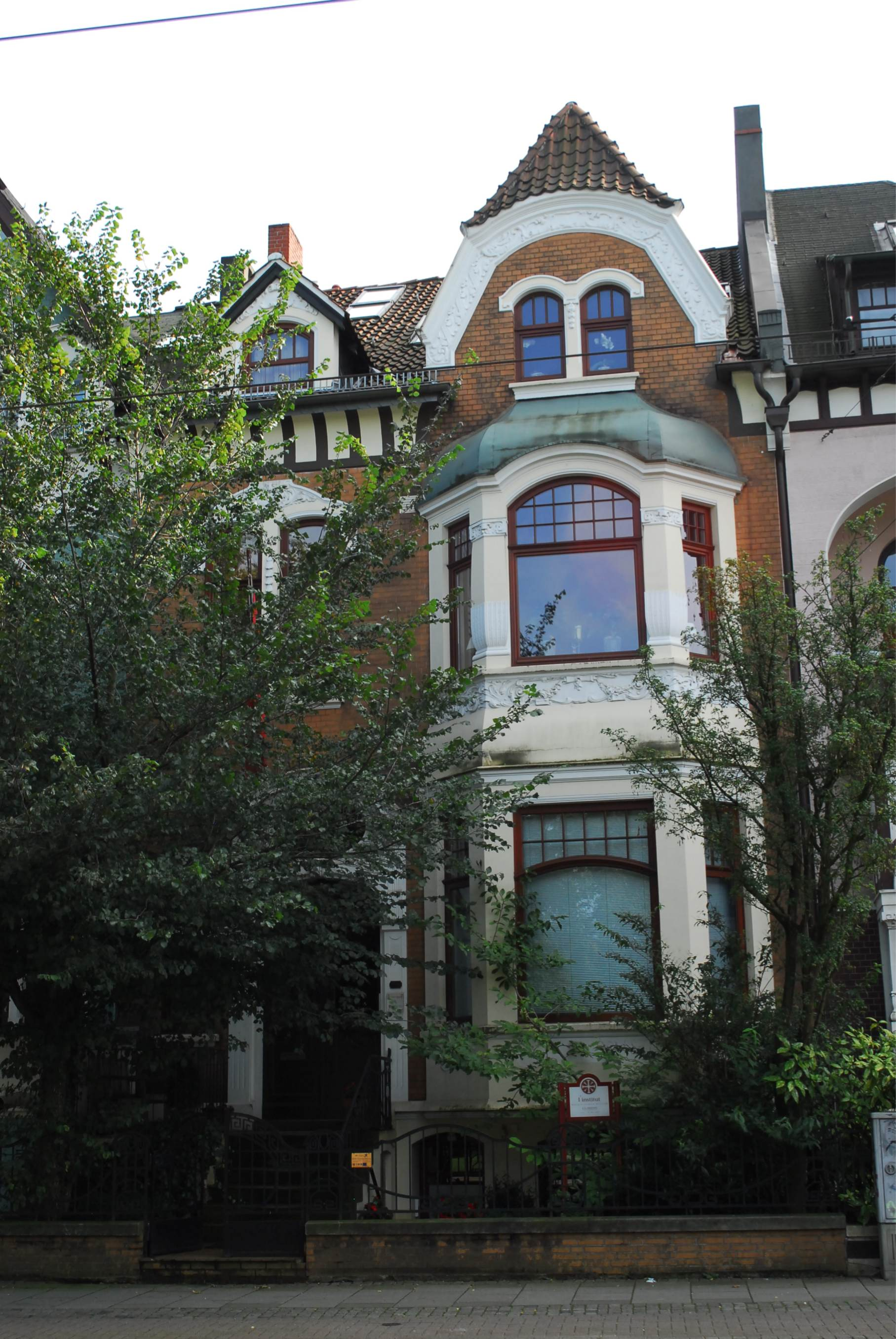
Hermann-Böse-Straße 23: Haus Bode
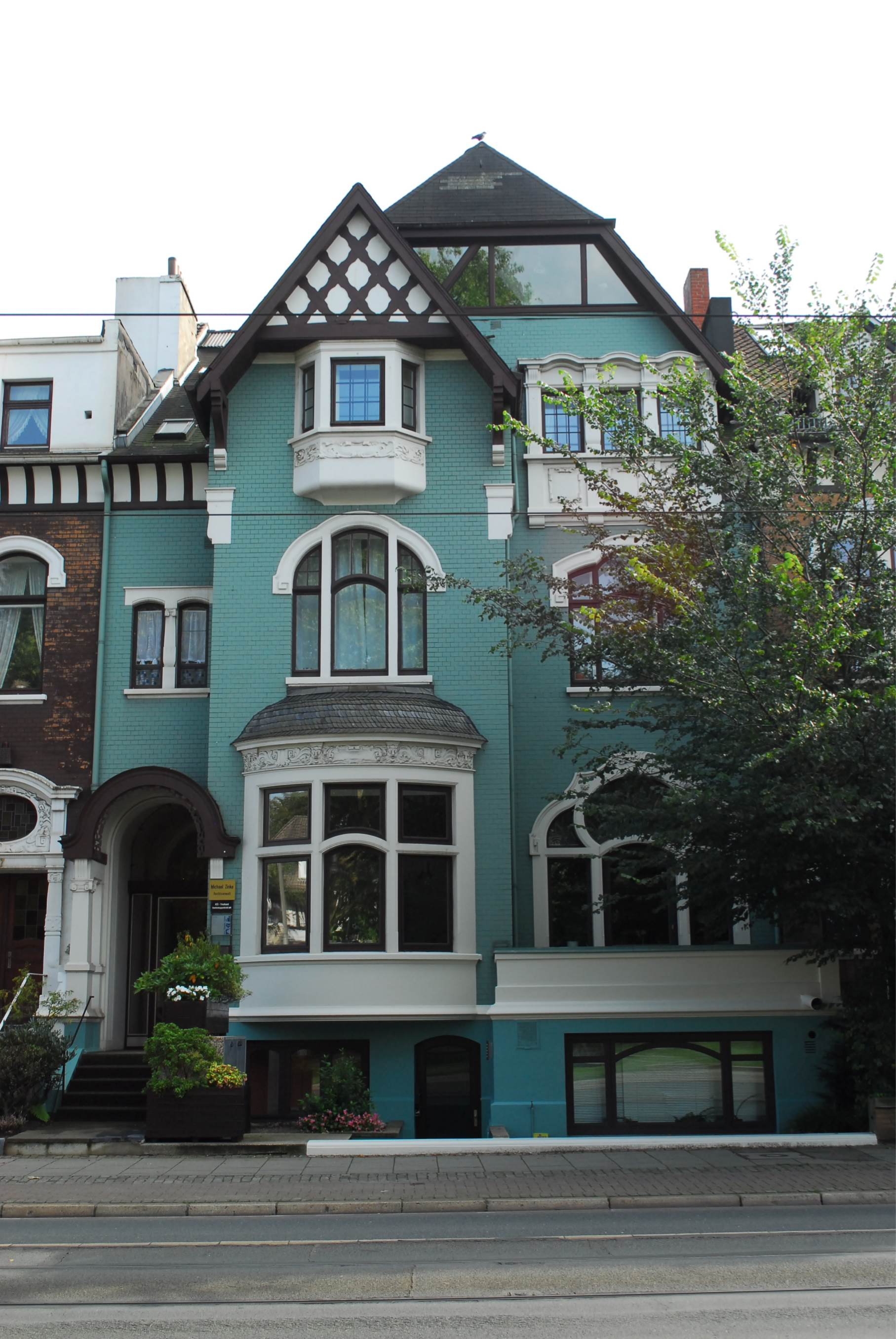
Hermann-Böse-Straße 25: Haus Schlotte
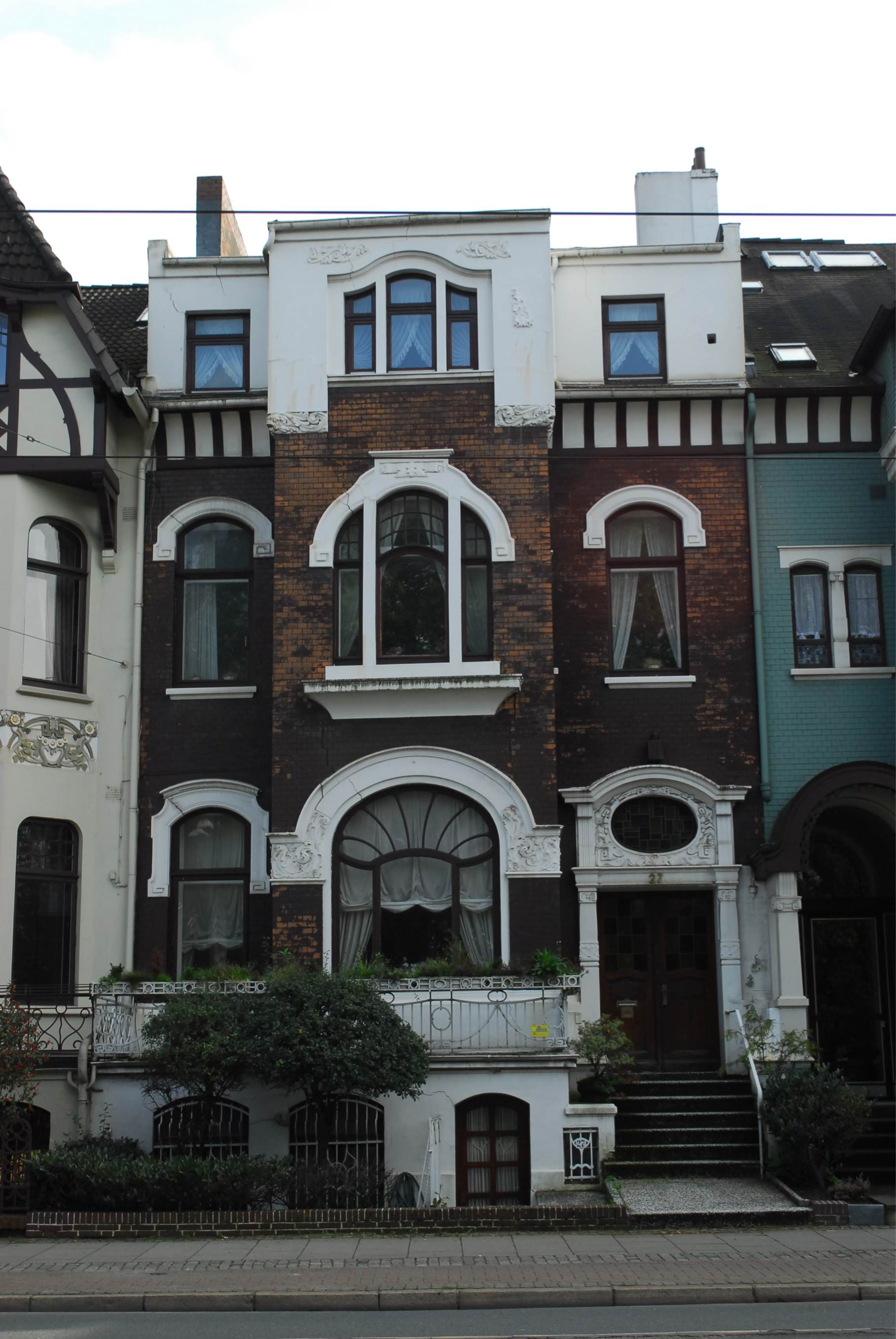
Hermann-Böse-Straße 27: Haus Schellhass
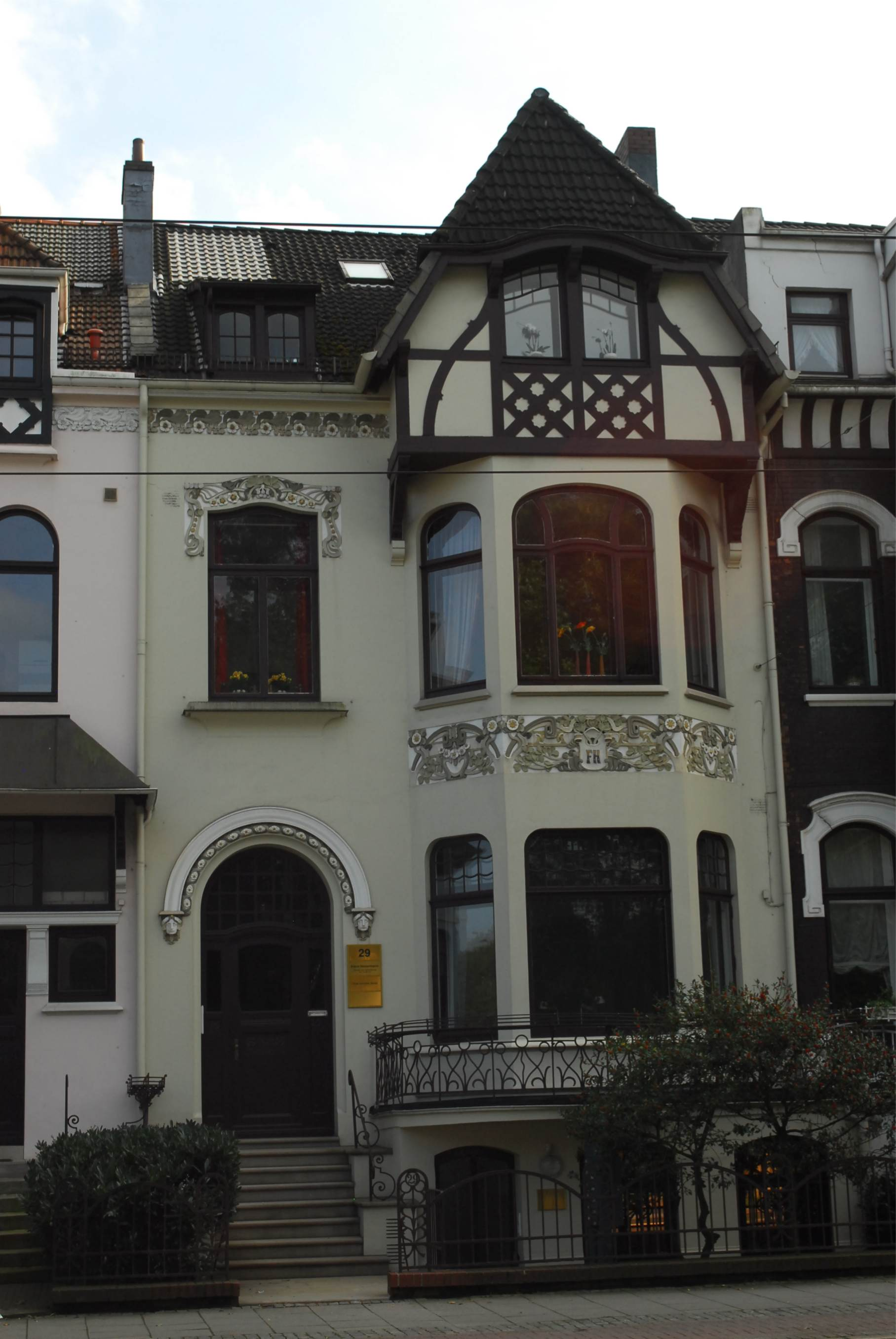
Hermann-Böse-Straße 29: Haus Caesar
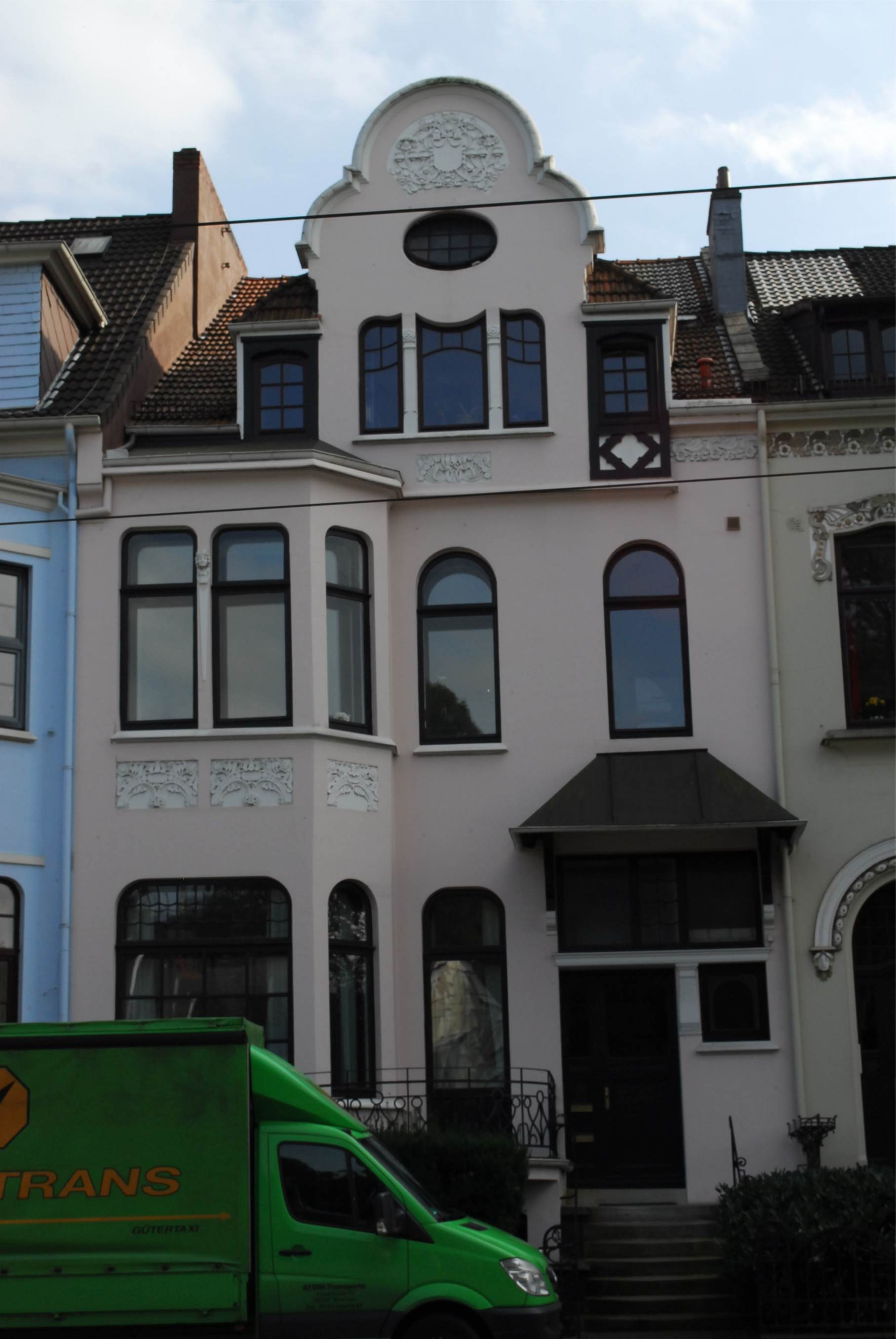
Hermann-Böse-Straße 31: Haus Schmidt
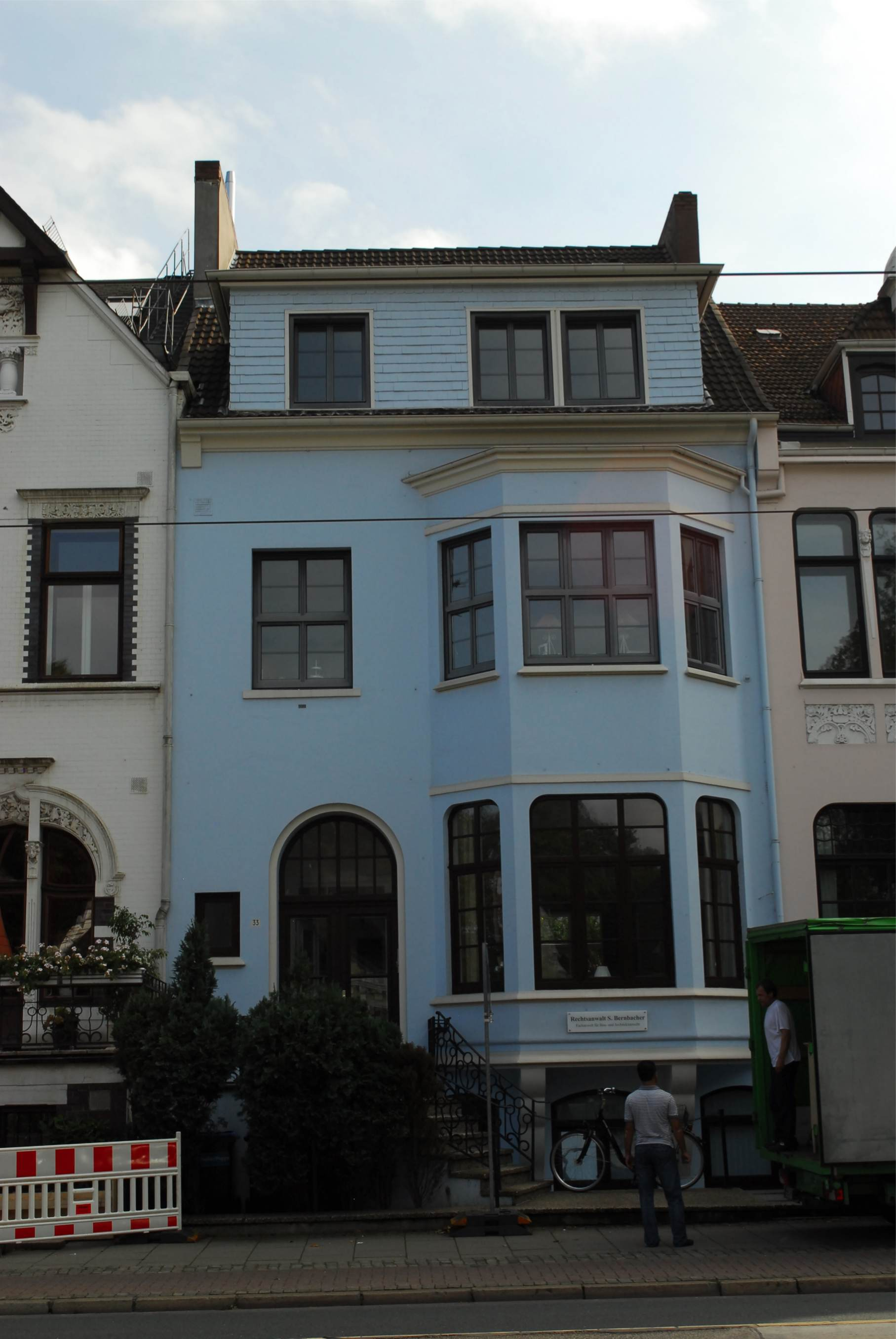
Hermann-Böse-Straße 33: Haus Meyer
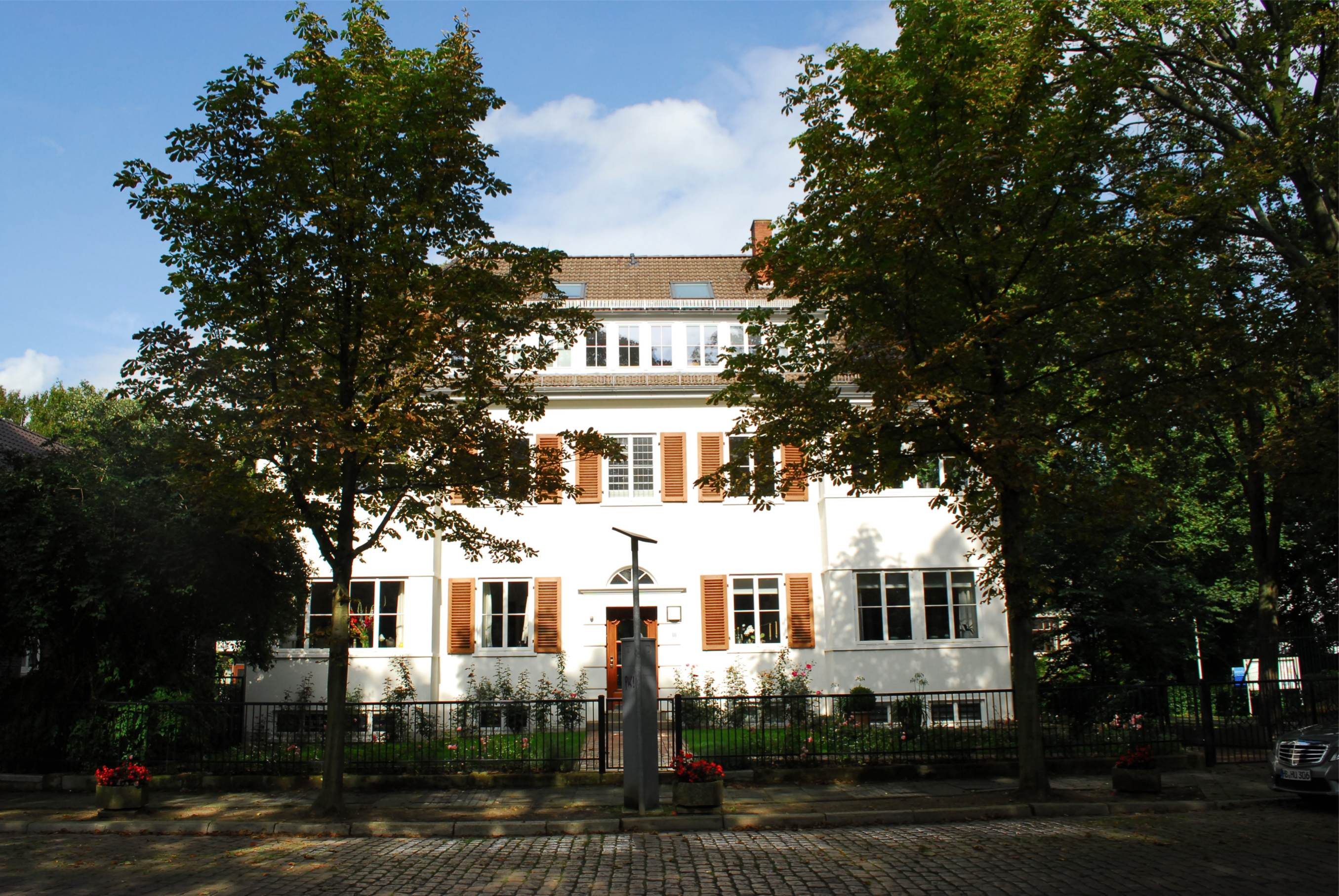
Parkstraße 111: Wohnhaus von 1935
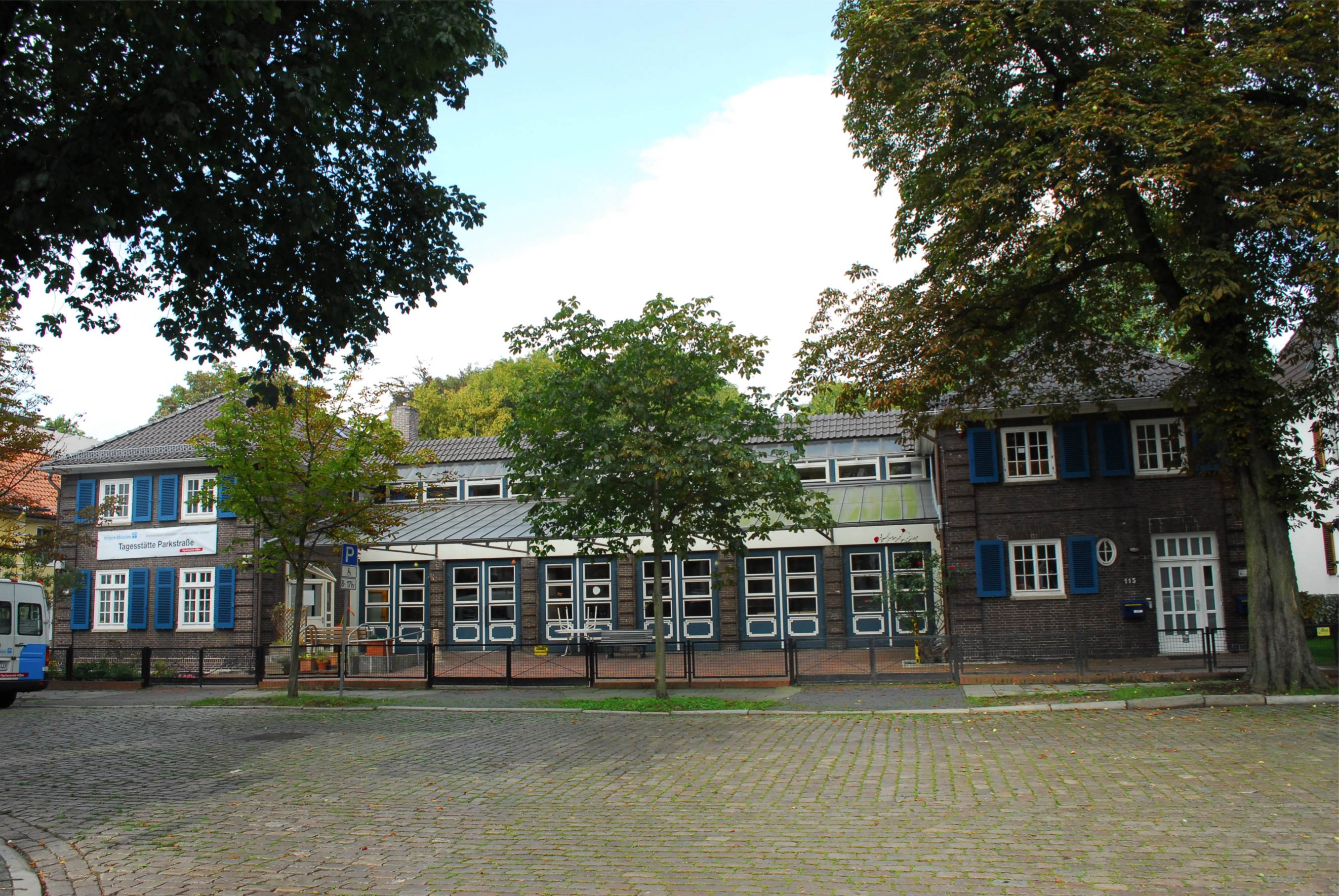
Parkstraße 115: Kraftwagenhallen
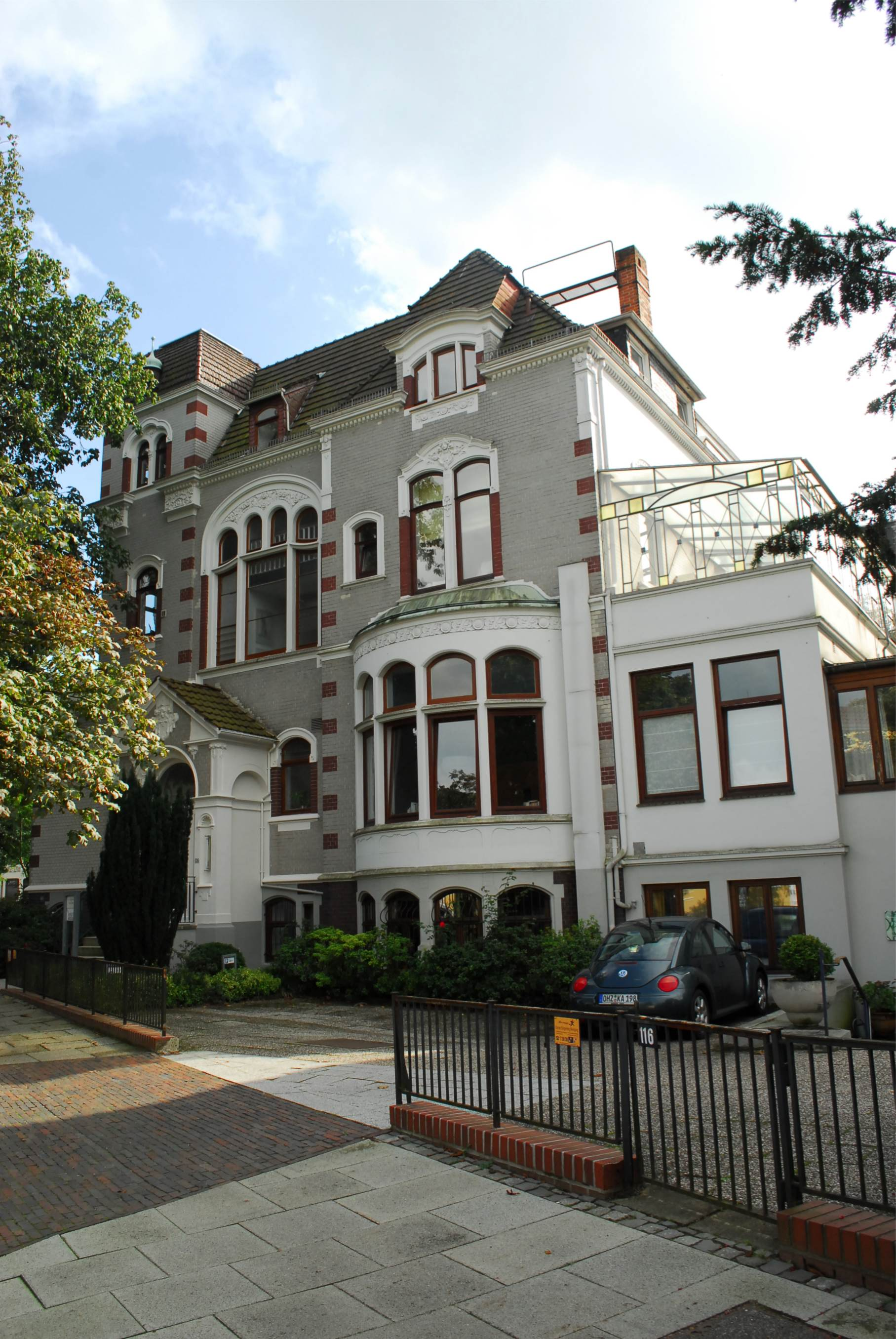
Parkstraße 116-Slevogtstraße 60: Haus Loose
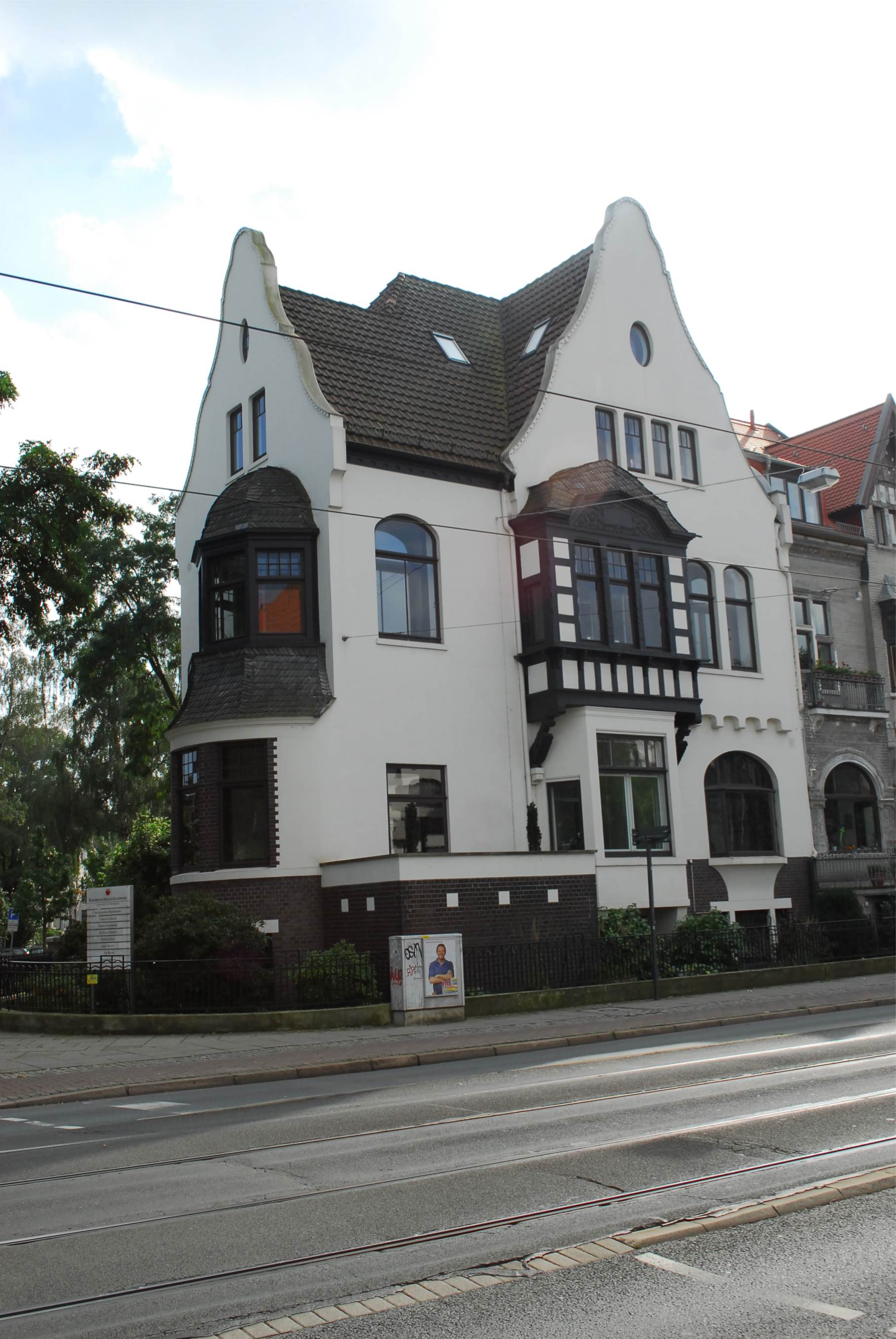
Hermann-Böse-Straße 19: Haus Herklotz
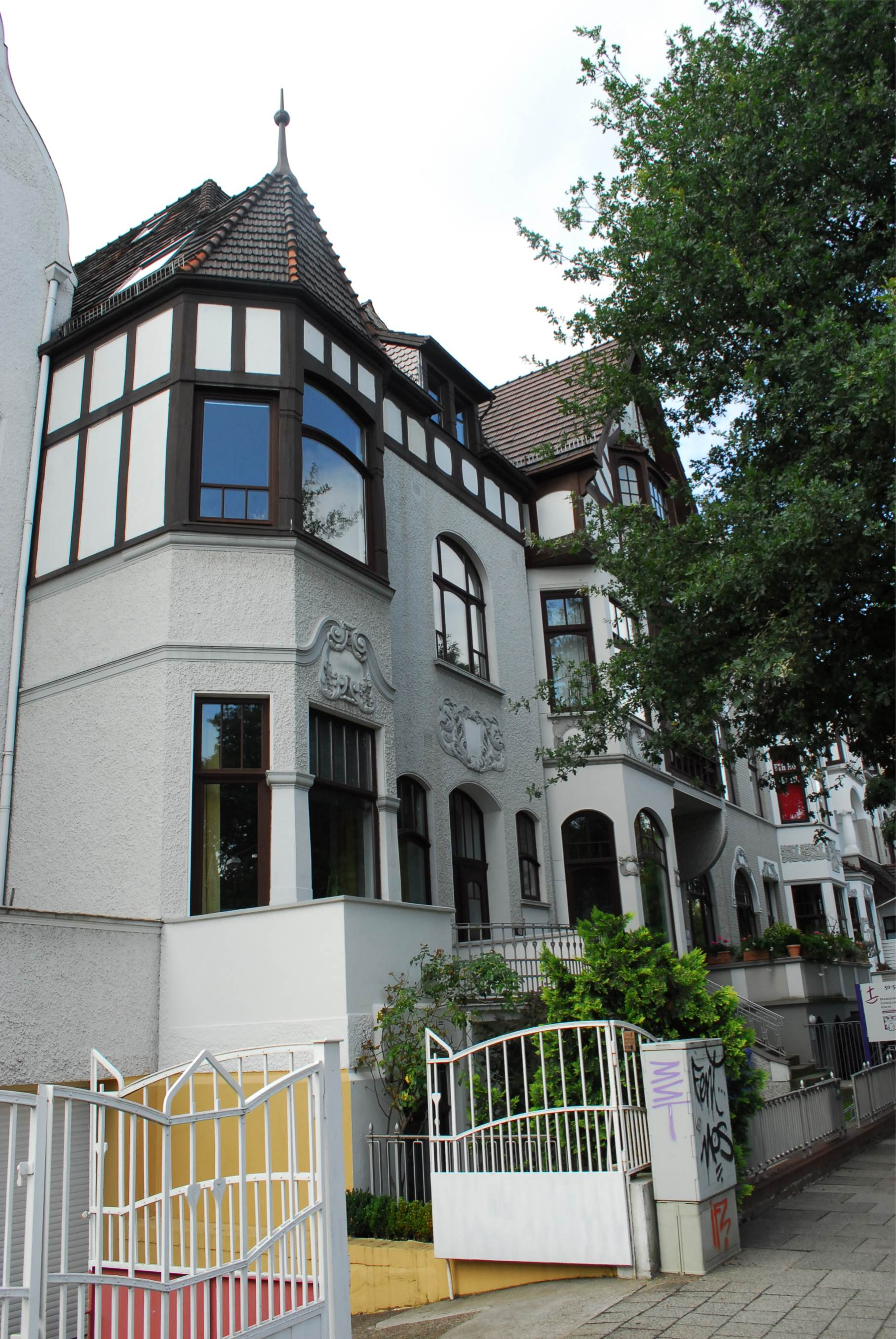
Slevogtstraße 50: Haus Kallenberg
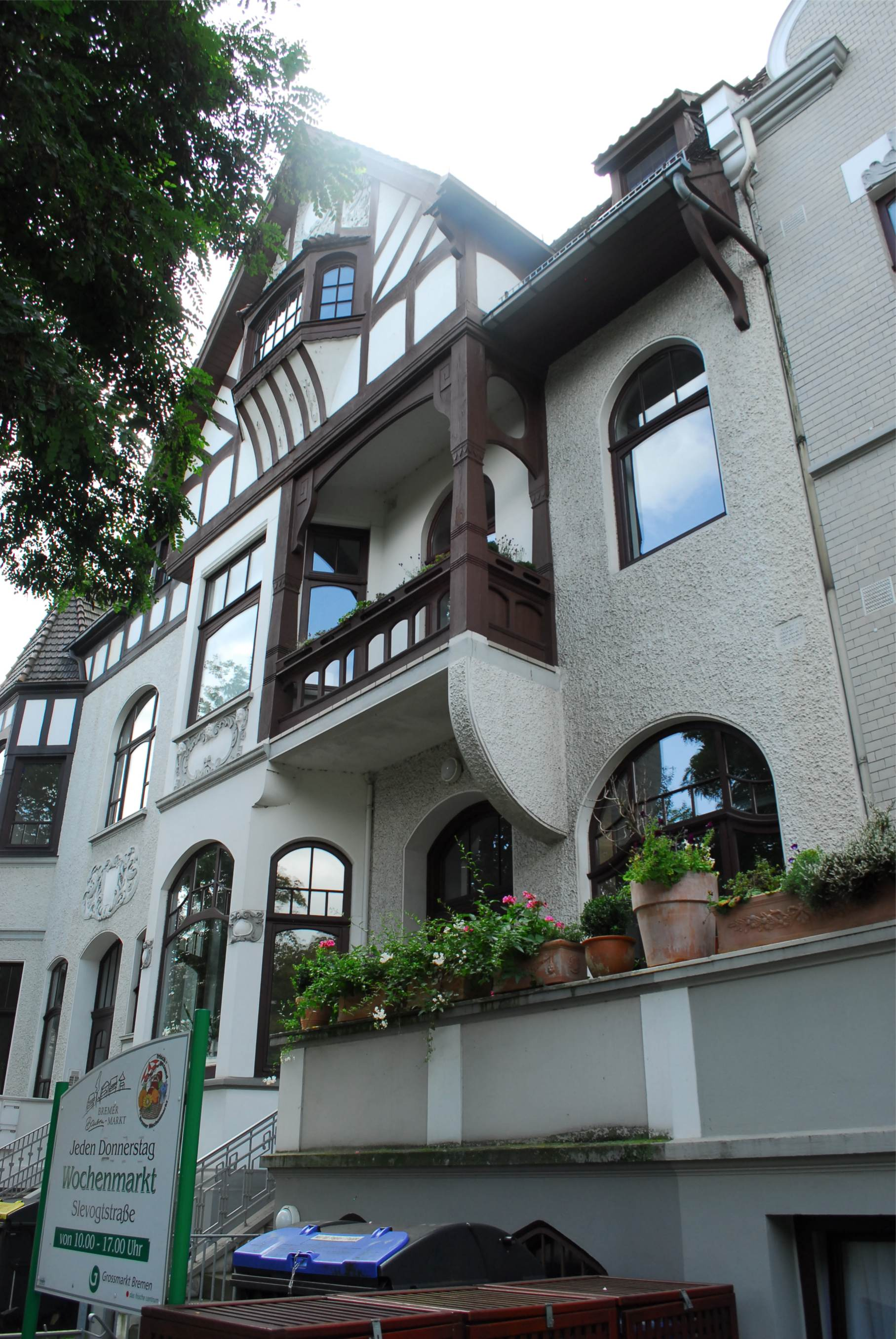
Slevogtstraße 52: Haus Westphal
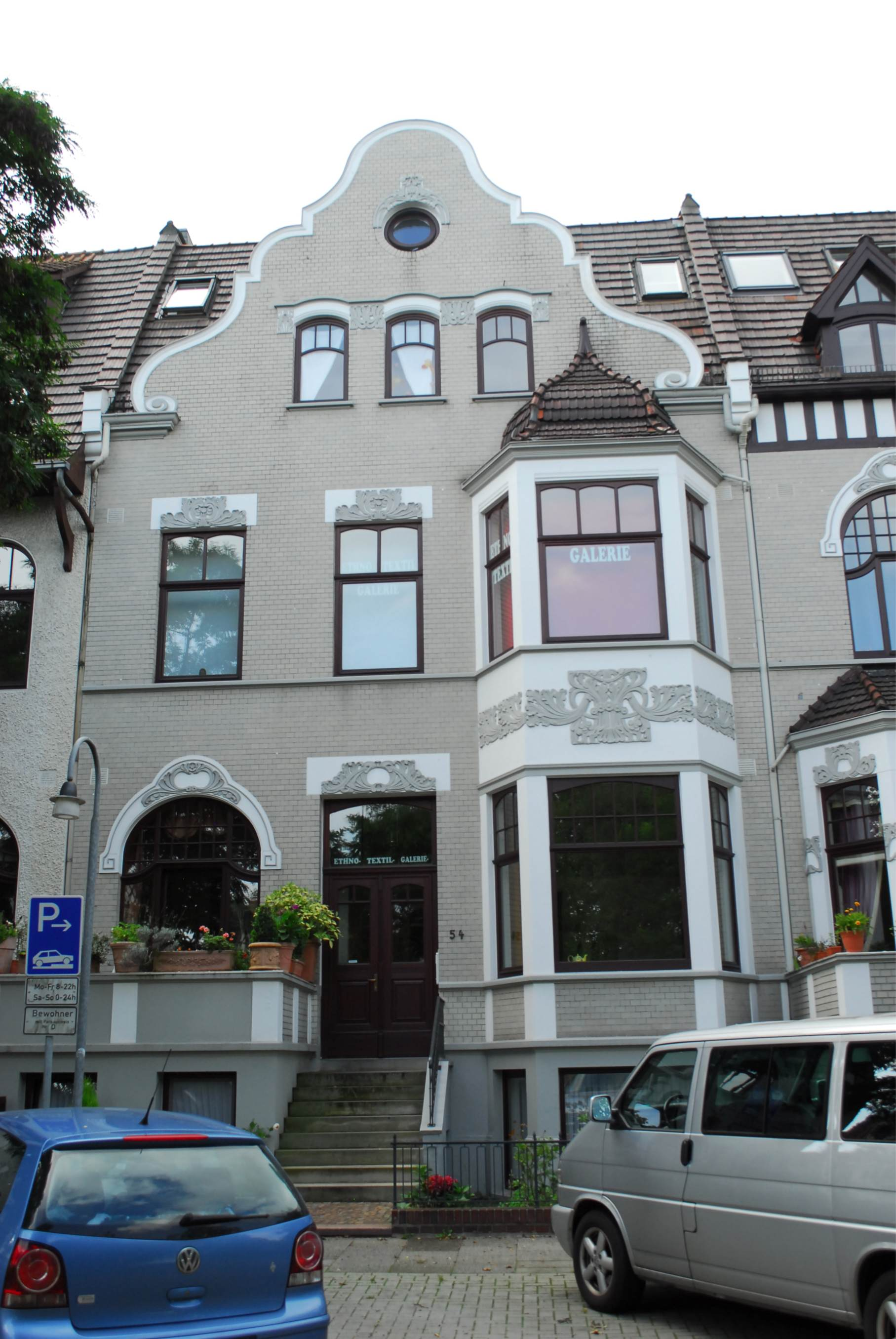
Slevogtstraße 54: Haus Großmann
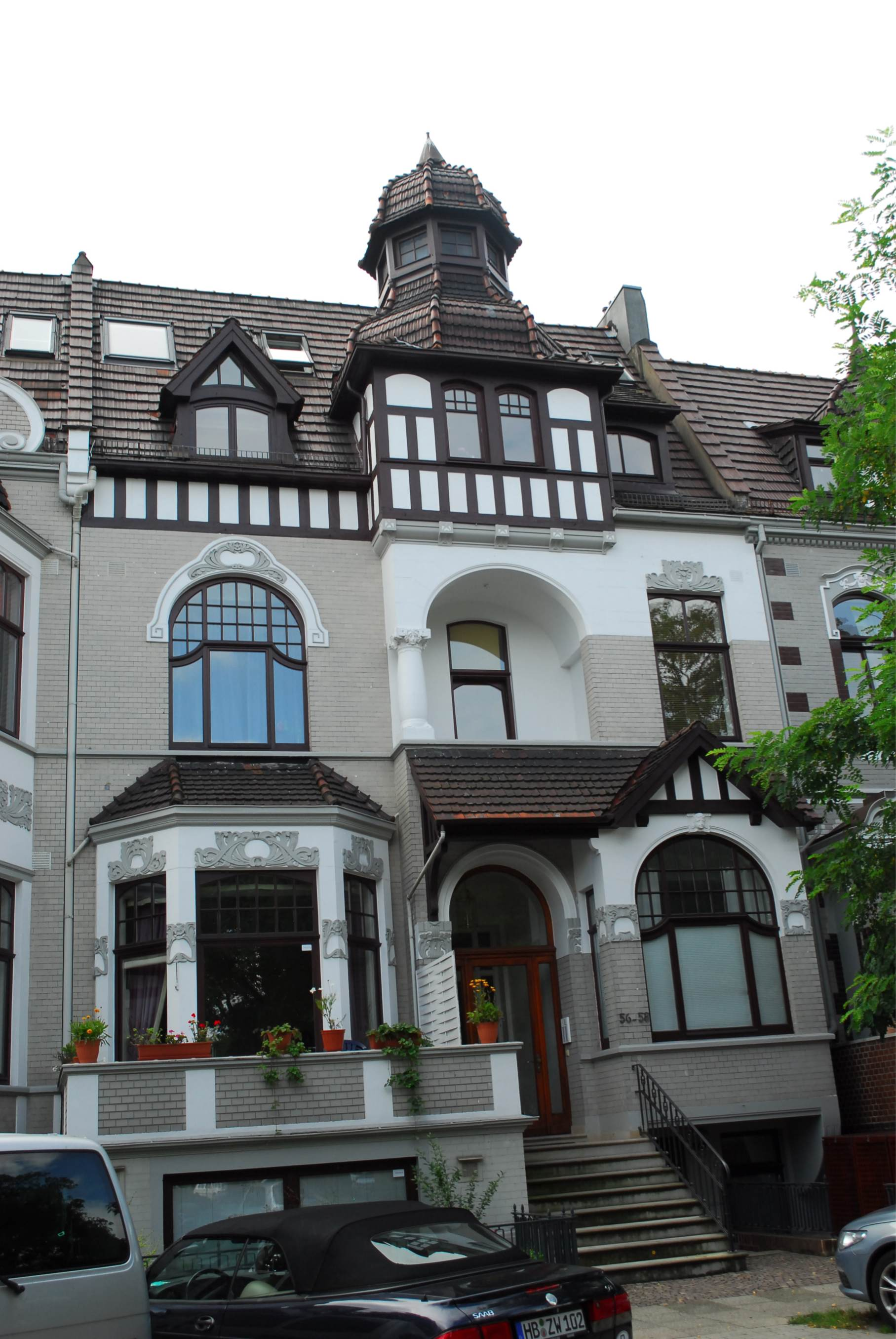
Slevogtstraße 56: Haus Kallsen
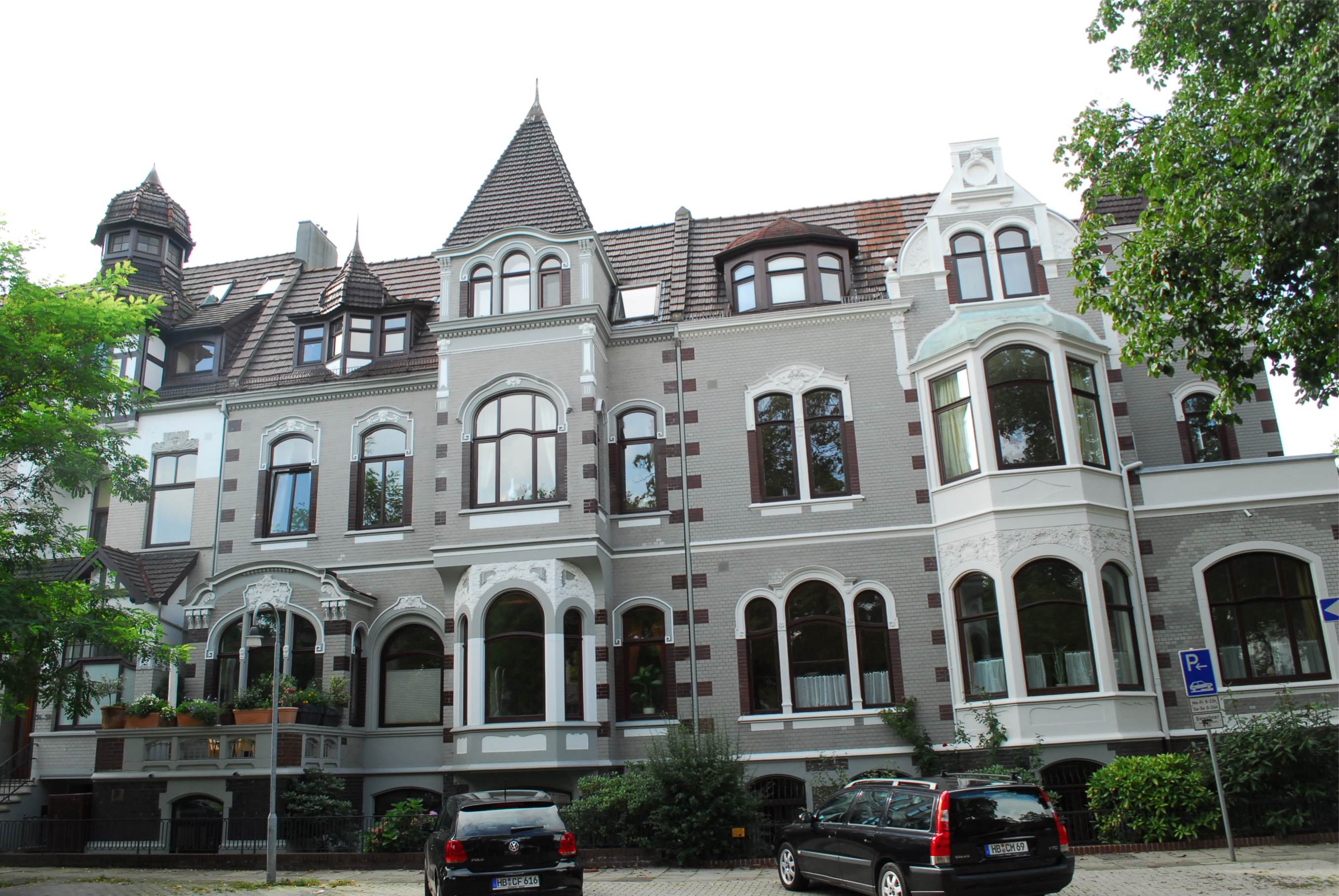
Slevogtstraße 58: Haus Pletzer